# Ludwig von Uslar (Pharmazeut)

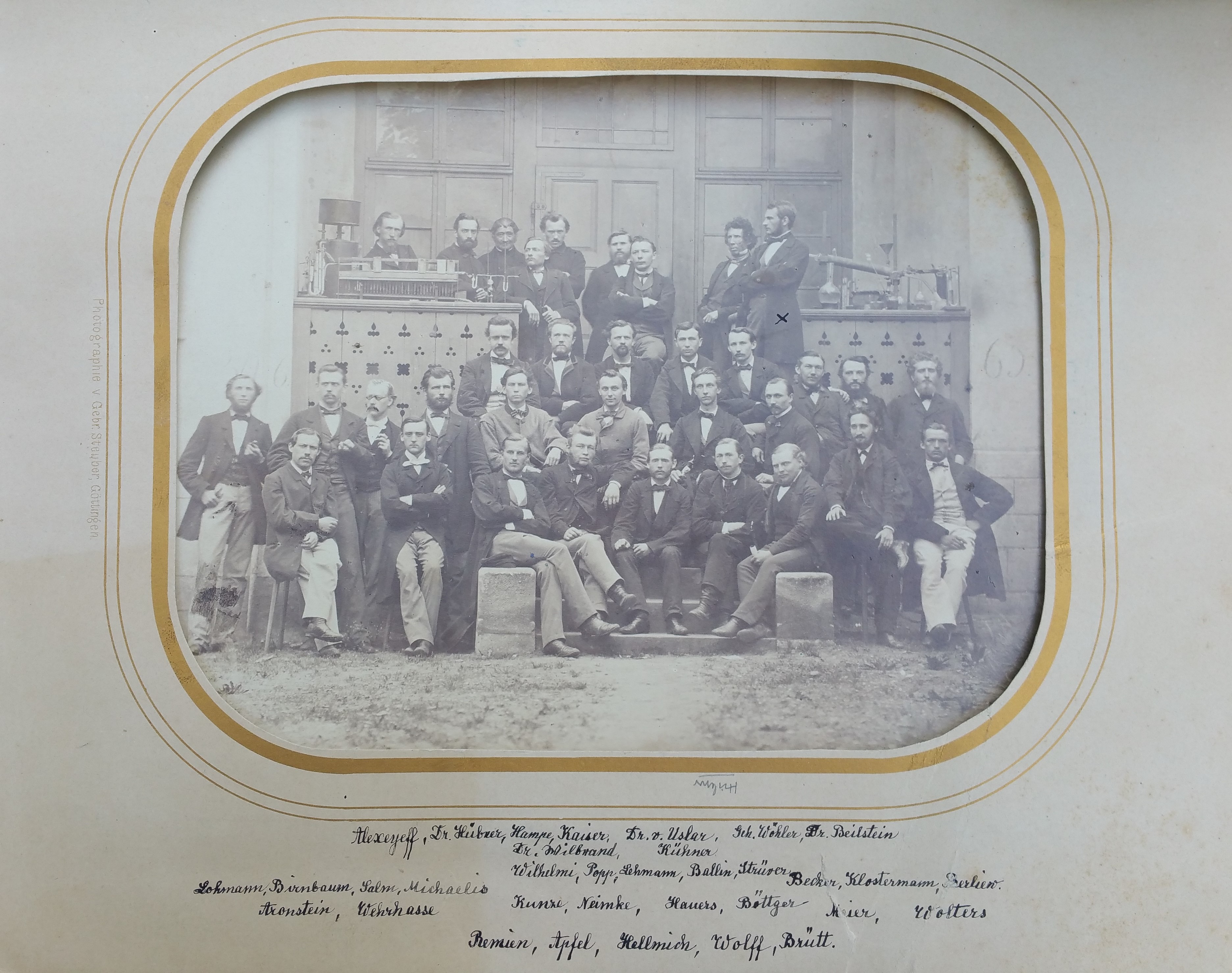
Von Uslar im Juni 1863

Wilhelm Ludwig Julius Dietrich von Uslar (* 3. Juni 1828 in Lautenthal am Harz; † 14. April 1894 in Göttingen) war ein deutscher Chemiker und Pharmazeut.
Er studierte in Göttingen, wurde dort 1855 promoviert und war dann mehrere Jahre Assistent bei Friedrich Wöhler und im dortigen chemischen Institut. 1857 habilitiert er sich als Privatdozent und wurde 1864 Professor der pharmazeutischen Chemie sowie 1867 Mitglied der pharmazeutischen Prüfungskommission. Ferner fungierte er eine Reihe von Jahren als Gerichtschemiker für das Königreich Hannover.
Ludwig von Uslar war Mitglied der Gesellschaft Deutscher Naturforscher und Ärzte.